# Loi 14 du football
Ne doit pas être confondu avec Tirs au but.
« Péno » redirige ici. Pour l’article homophone, voir Pénaud.

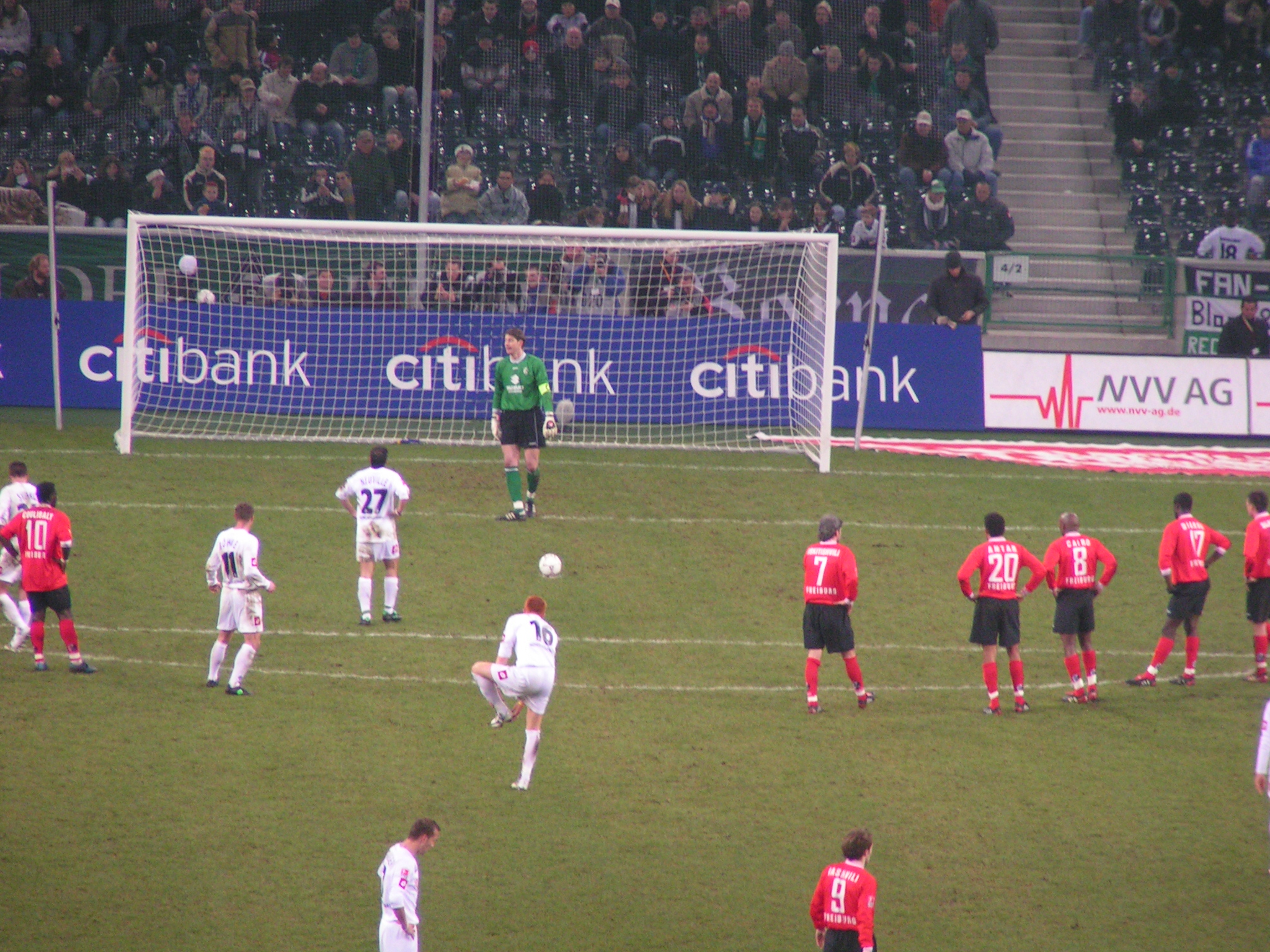
Coup de pied de réparation (ou pénalty) attendant le placement correct du gardien pour pouvoir être tiré.

La loi 14 du football, intitulée penalty (de l'anglais penalty kick) ou pénalty,, ou encore coup de pied de réparation,,  fait partie des lois du jeu régissant le football, édictées et gérées par l'International Football Association Board (IFAB).
Au pluriel, on peut écrire « pénaltys », « penaltys » ou, en suivant le pluriel de la forme anglaise, « penalties »,.

## Loi 14 actuelle
Un penalty est accordé si un joueur commet une faute passible d'un coup franc direct dans sa propre surface de réparation ou en dehors du terrain dans le cadre du jeu, comme décrit dans les lois 12 et 13.
Un but peut être marqué directement sur penalty.

### Procédure
Le ballon doit être immobile et positionné sur le point de penalty. Le but (poteaux verticaux, barre transversale et filets) doit également être immobile.
Le tireur doit se faire clairement identifier.
Le gardien de but doit rester sur sa ligne de but, face au tireur et entre les poteaux avant que le tir ne soit effectué. Le gardien ne peut distraire abusivement le tireur, par exemple en retardant l’exécution du penalty ou en touchant les poteaux, la barre transversale ou les filets. 
Tous les joueurs autres que l’exécutant et le gardien de but se trouvent :
- dans les limites du terrain ;
- en dehors de la surface de réparation ;
- à au moins à 9,15 m du point de réparation ;
- derrière le point de penalty.

L’arbitre ne peut donner le signal d’exécution du penalty qu'une fois que les joueurs ont pris position conformément à la règle. Si l'arbitre donne par erreur le signal d’exécution alors qu'une personne était mal positionnée, le penalty sera à retirer dans tous les cas.
Le tireur doit botter le ballon en direction du but adverse ; les talonnades sont autorisées à condition que le ballon soit tiré en direction du but adverse.
Au moment du tir, le gardien de but doit avoir au moins un pied sur ou derrière sa ligne (ou au même niveau si le pied ne touche pas le sol).
Le ballon est en jeu dès qu’il est botté et a clairement bougé.
Le tireur ne doit pas jouer le ballon une seconde fois avant que celui-ci n’ait été touché par un autre joueur.
Le penalty est terminé lorsque le ballon arrête de bouger, est hors du jeu ou quand l’arbitre interrompt le jeu pour une infraction aux lois du jeu.
Du temps supplémentaire doit être accordé pour tout penalty devant être exécuté à la fin de chacune des périodes du temps réglementaire et de la prolongation.

### Infractions et sanctions
Une fois que l’arbitre a donné le signal de l’exécution du penalty, le tir doit être effectué faute de quoi l’arbitre peut infliger une sanction disciplinaire avant de redonner le signal de l’exécution.

#### Avant que le ballon ne soit en jeu
Si un coéquipier de l’exécutant enfreint les lois du jeu 
- si le ballon pénètre dans le but, le penalty sera recommencé,
- si le ballon n’entre pas dans le but, le penalty ne sera pas recommencé et un coup franc indirect est accordé en faveur de l’équipe adverse au lieu de la faute.

En revanche, le jeu devra être interrompu et devra reprendre par un coup franc indirect (que le but ait été marqué ou non) : 
- si le penalty est tiré vers l’arrière ;
- si un coéquipier du tireur exécute le penalty, auquel cas l’arbitre avertira le joueur qui a tiré le penalty ;
- si le tireur fait semblant de frapper le ballon après avoir terminé sa course (marquer un temps d’arrêt dans sa course est autorisé), auquel cas l’arbitre avertira le tireur.

Si le gardien de but commet une infraction :
- le but doit être accordé si le ballon pénètre dans le but ;
- le penalty ne doit pas être retiré si le ballon manque le but ou rebondit sur le(s) poteau(x) / la barre transversale, à moins que l'infraction du gardien du but ait clairement perturbé le tireur ;
- le penalty doit être retiré si le gardien empêche le ballon d’entrer dans le but.  Si l’infraction du gardien de but entraîne une nouvelle exécution du penalty, le gardien de but reçoit une mise en garde lors d’une première infraction et un avertissement en cas de récidive(s) durant le match.

Si un coéquipier du gardien de but commet une infraction
- le but doit être accordé si le ballon pénètre dans le but ;
- le penalty doit être retiré si le ballon ne pénètre pas dans le but.

Si un joueur de chaque équipe enfreignent les lois du jeu, le penalty doit être retiré sauf si un des joueurs commet une faute plus grave (par ex. : feinte illégale).
Si le gardien et le tireur commettent une faute en même temps, le tireur reçoit un avertissement et le jeu reprend par un coup franc indirect pour l’équipe qui défend.

#### Après le penalty
Si l’exécutant touche le ballon une seconde fois avant que celui-ci ait été touché par un autre joueur, un coup franc indirect est accordé (un coup franc direct en cas de faute de main).
Si le ballon entre en contact avec un agent extérieur une fois frappé vers l’avant, le penalty doit être retiré sauf si le ballon va entrer dans le but et que l’interférence n’empêche pas le gardien ou un joueur qui défend de jouer le ballon, auquel cas le but est accordé si le ballon entre dans le but (même si le ballon a été touché) à moins que l’interférence ait été faite par l’équipe en attaque.
Si le ballon, après avoir été repoussé par le gardien de but, un montant du but ou la barre transversale, retombe dans le terrain de jeu où il est alors touché par un corps extérieur :
- l’arbitre interrompt le jeu,
- le jeu reprend par une balle à terre à l’endroit où le ballon se trouvait au moment où il a touché le corps étranger.

### Tableau récapitulatif
|                                                        | But                                                        | Pas but                                                    |
| ------------------------------------------------------ | ---------------------------------------------------------- | ---------------------------------------------------------- |
| Empiètement d'un attaquant                             | À retirer                                                  | Coup franc indirect                                        |
| Empiètement d'un défenseur                             | But                                                        | À retirer                                                  |
| Empiètement d'un attaquant et d'un défenseur           | À retirer                                                  | À retirer                                                  |
| Faute du gardien                                       | But                                                        | À retirer + avertissement pour le gardien                  |
| Feinte illégale                                        | Coup franc indirect + avertissement pour le tireur         | Coup franc indirect + avertissement pour le tireur         |
| Ballon botté vers l'arrière                            | Coup franc indirect + avertissement pour le tireur         | Coup franc indirect + avertissement pour le tireur         |
| Mauvais tireur                                         | Coup franc indirect + avertissement pour le mauvais tireur | Coup franc indirect + avertissement pour le mauvais tireur |
| Infractions simultanées du gardien de but et du tireur | Coup franc indirect + avertissement pour le tireur         | Coup franc indirect + avertissement pour le tireur         |

## Évolution historique

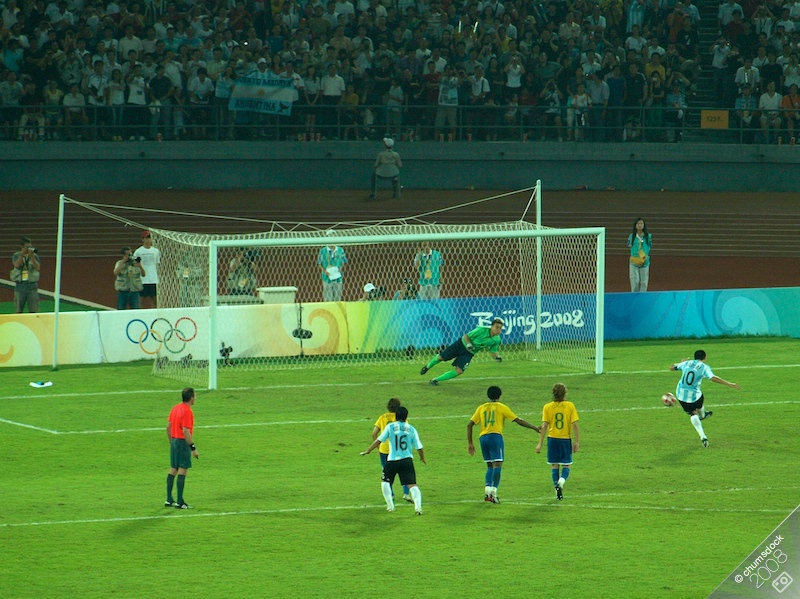
Penalty de Riquelme lors du match entre l'Argentine et le Brésil aux Jeux Olympiques de Pékin en 2008.

En 1890, l'inventeur du « penalty kick » est l'Irlandais William McCrum, gardien de but du Milford Football Club et membre de l'Association irlandaise de football de l'époque.
Avant 2016, le « coup de pied de réparation » peut aussi être appelé « penalty » dans le titre en français des lois du jeu.
Depuis 1997, le gardien a le droit de se mouvoir en gardant les deux pieds sur sa ligne. Il devait auparavant être immobile et au centre des buts.
Depuis 2019, le gardien peut faire un pas avant le tir, à condition qu'il garde encore un pied sur la ligne de but au moment du tir.
Un but peut aussi être marqué indirectement sur penalty.